# Hope Flowers School
De Hope Flowers School (HFS) in Bethlehem is een Palestijnse school met een interreligieus programma en een onderwijsfilosofie gewijd aan vrede en democratie. Het onderwijs is gebaseerd op respect voor fundamentele mensenrechten. HFS streeft ernaar om het welzijn van mensen en de vreedzame co-existentie tussen Palestijnen en Israëliërs en andere groepen die tegenover elkaar staan te bevorderen.

## Ontstaansgeschiedenis
De Hope Flowers School is opgericht door Hussein Issa, een Palestijns vluchteling. Hij werd geboren in 1947 in het dorp Ramleh zuidoost van Tel Aviv. Tijdens de Oorlog van 1948 werden de eigendommen van zijn familie in beslag genomen en werden ze gedwongen te leven als vluchteling in het Deheishe vluchtelingenkamp in de buurt van Bethlehem. Hussein's vader overleed in 1949. Hussein groeide met zijn moeder en drie zussen in behoeftige omstandigheden in het kamp. Hij verbleef daar 35 jaar.
In het vluchtelingenkamp ontwikkelde Issa een droom van vreedzame co-ëxistentie tussen de Palestijnen en Israëli's. Hij was ervan overtuigd dat het Palestijns-Israëlische conflict alleen dan geweldloos kon worden opgelost als zich een nieuwe generatie Palestijnen en Israëli’s zou vormen die zou geloven in vreedzaam samenleven en respect voor elkaars rechten. Hij bedacht dat dan met Palestijnse en Israëlische kinderen moest worden begonnen. Door een nieuw type onderwijs te bieden zou de angst voor elkaar en de stereotypering van de ander kunnen veranderen. Op deze manier zou een generatie van Palestijnen en Israëliërs kunnen opgroeien die de basis zou kunnen vormen voor de vreedzame oplossing van het conflict.
De Hope Flowers School begon in 1984 als een kleuterschool, genaamd Al Amal Child Care Center. Al Amal betekent 'Hoop', de visie van Issa was daarop gebaseerd. In 1984 hadden noch de Palestijnen, noch de Israëli's elkaar erkend. Spreken over vrede en co-ëxistentie was in 1984 taboe. Het ging in tegen de overheersende trend in de samenleving. Al Amal begon met 22 kinderen in een gehuurde ruimte. De kleuterschool ontwikkelde zich onder moeilijke omstandigheden in de loop der jaren tot de basisschool die de Hope Flowers School sinds 1989 is.
In 1993 werd een terrein van 7000 vierkante meter gekocht en daarop heeft de school een nieuw, modern schoolgebouw gebouwd. De fondsen voor de bouw van de school kwamen particulieren -zowel moslims, christenen als joden- en stichtingen uit binnen- en buitenland.
Hussein Issa overleed in 2000.

## Onafhankelijk en interreligieus
HFS is een onafhankelijke school, dat wil zeggen dat de school heeft geen formele binding met enigerlei godsdienst. De leerlingen op de school zijn Palestijnse moslims en christenen. Israëlische Joodse leerlingen bezochten de school tijdens uitwisselingsprogramma’s. De school had een aantal uitwisselingsprogramma's met Israëlische scholen en heeft verschillende zusterrelaties met Israëlische scholen. Bovendien hebben Israëlische leerkrachten en vrijwilligers gewerkt in de school. Sinds de tweede intifada in 2000 is dit niet meer toegestaan.
Anno 2013 heeft de school diverse contacten met Israëlische scholen en organisaties. De school organiseert jaarlijks een aantal gezamenlijke programma's, zoals, in samenwerking met de Israëlische Interfaith Encounter, een interreligieus programma waarin Palestijnse moslims en christenen en Israëlische joden een interreligieuze dialoog organiseren over verschillende zaken en kwesties die hen helpt om elkaars religie te begrijpen. Voorts heeft de school een project, "Kinderen van het Licht" , dat werd uitgevoerd als een samenwerkingsproject tussen een Israëlische joodse school in Israël, een Arabisch-Israëlische school en de Palestijnse Hope Flowers School. Het project beoogt om kinderen te stimuleren verder te kijken dan de muren en hun angst om met elkaar te leven te overkomen. De school neemt ook deel in het zogeheten Computer Peace Center tussen Hope Flowers School, Peres Centrum voor Vrede en verschillende scholen in Israël waarvan Palestijnse en Israëlische leerlingen e-mails met elkaar uitwisselen en hun persoonlijke verhalen met elkaar delen met behulp van internet en video-conferencing.

## Community Center
Vanuit de gedachte dat het effect van onderwijs aanzienlijk wordt versterkt als het gesteund wordt door ‘community-development’ heeft de school het Hope Flowers Centrum voor Onderwijs- en Samenlevingsontwikkeling opgericht. Zo wil de school zijn filosofie verspreiden in bredere kring en een cultuur van vrede bevorderen. Het centrum biedt ook opleidingen voor Palestijnse leraren van andere scholen op de Westelijke Jordaanoever met als thema hoe zij vredes- en democratisch onderwijs kunnen implementeren op hun scholen. Voorts worden docenten getraind om psycho-sociale hulp te bieden voor kinderen en hun families. Andere programma’s hebben als thema de empowerment van vrouwen en jongeren, en het organiseren van interreligieuze programma's.

## Vredeseducatie en traumaverwerking op HFS
Vredesopvoeding in de Hope Flowers School is geïntegreerd in het curriculum. Taal wordt gezien als een instrument voor sociale verandering: een middel om angst te minimaliseren, vooroordelen te voorkomen, en de dialoog tussen Israëli's en Palestijnen te bevorderen. Hebreeuws is daarom een onderdeel van het leerplan.
De HFS heeft momenteel islamitische en christelijke studenten en docenten. In het verleden had HFS ook joodse studenten en docenten, maar dat wordt niet meer toegestaan door de zowel Palestijnse als Israëlisch autoriteiten. De school biedt een interreligieuze opleiding in plaats van godsdienstonderwijs. De studenten leren over elkaars religie. De idee hierachter is dat op deze manier kinderen opgroeien zonder een bevooroordeelde mening over andere kinderen. De school nodigt ook imams, rabbijnen en pastors uit om te spreken over hun geloof. De school organiseert interreligieuze seminars voor de ouders en ook voor mensen uit de lokale gemeenschap.
Ten slotte speelt de school een belangrijke rol bij traumaverwerking. De leerlingen zijn bijna zonder uitzondering sterk getraumatiseerd door hun eigen ervaringen of die van hun ouders. De school biedt een veilige omgeving voor de leerlingen, en zoals bekend is uit het onderzoek naar traumaverwerking, werkt dat op zichzelf genezend.

## Situatie steeds moeilijker
De school werkt onder uiterst moeilijke omstandigheden. Vaak ondervindt ze tegenwerking van de autoriteiten van beide zijden in het Israëlisch-Palestijnse conflict; met name diegenen die meer geloven in strijd dan in vreedzame co-existentie. En ten gevolge van de door de bezetting sterk verslechterde economische omstandigheden op de Westoever, zijn vele ouders niet meer in staat hun schoolgeld (volledig) te betalen. Veel meer ouders zouden hun kind erheen willen sturen dan de school daadwerkelijk kan bedienen. Daarom is de school afhankelijk van bijdragen uit het buitenland, met name Amerika, Groot-Brittannië, Zwitserland en Nederland. De VS onder president Trump hebben echter hun bijdrage via USAID drastisch beperkt. Dit maakt voortzetting van de school erg moeilijk.
In Nederland werkt de school samen met de Stichting Ontwikkeling Mondiaal Leiderschap en de Triodosfoundation.
Anno 2019 is de situatie zo dat er een Israëlische nederzetting, Ha-Dagan, is gebouwd op de heuvels tegenover de school. Ook deze nederzetting is illegaal volgens internationaal recht. De school en alle huizen in de buurt van de school hebben een 'demolition order' ontvangen, een sloopbevel, dat wil zeggen dat de bewoners hun huis moeten afbreken. Als ze het bevel niet opvolgen, zullen de huizen op hoge kosten van de bewoners worden gesloopt. Onlangs is dit nog gebeurd met een huis dicht bij de school. Om twee uur 's nachts viel het leger het huis binnen en kregen de bewoners (in Palestijnse huizen wonen vaak drie generaties) tien minuten de tijd om hun spullen uit het huis te halen, waarna het - inclusief inboedel en meubilair - werd verwoest. Bovendien kreeg de school onlangs bericht dat het leger toestemming heeft om de school in beslag te nemen voor militaire doeleinden. Dit kan elk moment gebeuren, ook al is de school hiertegen in beroep gegaan.